# Caroline Ithurbide
 (juin 2021).
 (août 2022).
Caroline Ithurbide, née le 21 juillet 1979 à Paris, est une journaliste et animatrice de télévision et de radio française.

## Carrière

### Presse écrite
Après une double maîtrise en communication et en langues étrangères appliquées, elle s'oriente vers l'univers de la mode. Sa formation lui ouvre les portes de magazines comme Citizen K, Vogue et Vogue Hommes pour lesquels elle écrit de nombreux reportages, portraits et interviews. Elle se tourne ensuite vers la télévision.

### Télévision

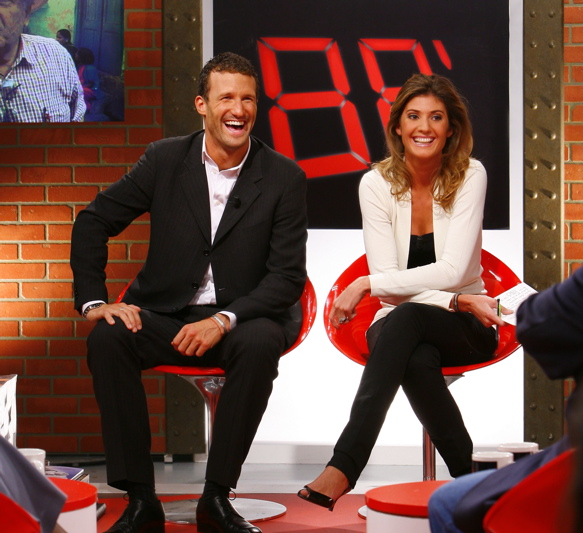
Boris Ehrgott et Caroline Ithurbide sur le plateau de 88 minutes, en janvier 2008.

En mars 2005, elle est choisie par Vincent Bolloré et Philippe Labro pour participer à la création de la rédaction de Direct 8. Après avoir présenté la matinale (7 h - 9 h) aux côtés de Boris Ehrgott et les flash infos, elle coprésente avec lui le talk-show 88 Minutes, un talk-show à l'américaine diffusé de manière hebdomadaire en direct et en public le vendredi soir en 2e partie de soirée, dans lequel elle réalise l'interview de plus de 700 personnalités dont des politiques.
En 2009, elle présente l'émission Mode... d'emploi, une émission de relooking de 52 minutes mariant la mode, le bien-être et le coaching.
À partir du 1er février 2010, elle co-anime l'émission 24h people avec d'Allan Van Darc, une émission quotidienne de 35 minutes retraçant l'actualité des stars. Dès le 4 avril 2011, l'émission est rebaptisée 24h buzz et son co-animateur devient Laurent Artufel.
Caroline Ithurbide arrête l'émission dès le 2 mai 2011 pour cause de congé maternité, elle est remplacée par Sarah Murugiah.
En septembre 2011, elle est de retour sur Direct 8 pour animer du lundi au jeudi l'émission matinale Mon Bien-Être aux côtés de Jean-Michel Cohen (en remplacement de Nathalie Simon) où sont testées toutes les tendances du moment : beauté, vie quotidienne et astuces consos. Elle est entourée pour l'occasion de Cécile Belin et Damien Hammouchi.
En 2012, elle présente les documentaires : Claude François, le roi du show, La folie Cloclo et La folie Dalida sur Direct 8 ainsi que l'émission Les maitres de la magie en compagnie de Kamel le magicien en prime time.
À la rentrée 2012, alors que Direct 8 a été rachetée et rebaptisée D8, Caroline Ithurbide fait partie de équipe du Grand 8 pour animer une chronique (« En immersion » puis « Tout nouveau, Tout Caro ») aux côtés de Laurence Ferrari, Audrey Pulvar, Hapsatou Sy, Roselyne Bachelot et Elisabeth Bost.
En juillet 2013, elle fait quelques apparitions dans l'émission de Cyril Hanouna, Touche pas à mon poste ! spécial été toujours sur D8 et présentée entre autres par Énora Malagré et Valérie Bénaïm.
Début 2015, elle présente en prime time l'émission de télé réalité Adam recherche Ève sur D8. En avril 2015, elle devient chroniqueuse titulaire dans Touche pas à mon poste !, toujours sur D8 tout en continuant à faire partie de l'équipe du Grand 8 jusqu'à l'arrêt de l'émission en juin 2016.
En 2016, elle remplace Bernard Montiel à la présentation de l'émission de divertissement Le Grand Bêtisier aux côtés de Justine Fraioli. Elle animera par la suite L'Amour Food, une émission de dating. Elle est également chroniqueuse le vendredi dans l'émission Il en pense quoi Camille ? de Camille Combal en 2016-2017.
En 2016 et 2017, elle participe comme candidate au jeu Fort Boyard sur France 2. Elle est chroniqueuse en octobre 2016 dans Les Sept Péchés capitaux' sur C8.
Elle est maitresse de cérémonie aux côtés de son compagnon Boris Ehrgott au Festival de télévision de Monte-Carlo 2017 et 2018. Pendant le mois de juillet 2017, elle est présente parmi l'équipe de chroniqueurs entourant Julien Courbet dans l'émission estivale La télé même l'été ! ainsi que pour la toute dernière de La télé même l'été ! le jeu le 4 août 2017.
À la rentrée 2017, elle est chroniqueuse régulièrement dans William à midi ! et dans l'émission C'est que de la télé ! présentée par Julien Courbet puis par Valérie Bénaïm. En décembre 2017, elle présente avec Justine Fraioli, et en compagnie de Christophe Dechavanne, une émission tournée sur le MSC Splendida consacrée à la croisière Âge tendre, la tournée des idoles.
À partir de la rentrée 2018, elle n'apparaît plus à l'animation des bêtisiers de C8 car ils ne sont plus incarnés. Le 22 janvier 2019, elle coanime le jeu La Scoumoune (tourné deux ans auparavant)[réf. nécessaire] aux côtés de Cyril Hanouna. Elle y a pour rôle de s'occuper des candidats et d'expliquer les règles des différentes épreuves. Le deuxième numéro est diffusé le 29 juin suivant.
En octobre 2019, elle remplace Valérie Bénaïm à l'animation de C'est que de la télé ! puis également à plusieurs reprises en tant que chroniqueuse dans Touche pas à mon poste ! en novembre 2019.
Depuis avril 2021, elle anime une nouvelle émission de bricolage sur C8 diffusée le samedi matin entre 10h et 11h appelée "Ensemble on bricole".
À la suite de ses chroniques "Vive la France" diffusées tous les vendredis dans William à Midi sur C8, elle sort le 3 juin 2021 son tout premier guide de voyage appelé "Un tour du monde en France. En plus de 30 destinations surprenantes !" préfacé par William Leymergie.
Le 12 juin 2021, elle coanime en prime time sur C8, le concert du Psychodon avec son fondateur Didier Meillerand en direct de l'Olympia.
En avril 2022, elle est à la tête d'un nouveau programme d'aventure intitulé Un tour du monde en France où elle emmène une famille voyager dans des régions dépaysantes de France à la découverte de lieux insolites et de personnages locaux, comme dans sa chronique de William à Midi.
En juin 2023, elle produit avec la société Genton productions, une série de 3 magazines estivaux "Un été au camping", suivi le 21 juillet d'un autre programme: Les 10 campings les plus incroyables de France qu'elle incarne et où elle teste des hébergements insolites avec deux de ses amis.

### Radio
En 2015, elle participe à plusieurs reprises en tant que chroniqueuse à la 2e saison de l'émission Les pieds dans le plat de Cyril Hanouna sur Europe 1.
En septembre 2017, elle présente sur RFM une chronique "tendance" chaque lundi à 19h, puis anime Le Meilleur de 2017 le 31 décembre de 18h à 20h, en plus de sa chronique hebdomadaire dans le 17/20 de RFM. Elle a animé Le meilleur des réveils de 6h à 9h30 avec Pat Angeli en tant que joker, en décembre 2018 puis de nouveau en octobre 2021. Du 29 aout 2022 au 27 juin 2025, elle succède à Elodie Gossuin en tant que titulaire à la co-animation de la matinale de RFM en compagnie d'Albert Spano.

#### Résumé de ses activités à la télévision

##### Animatrice
- 2005 : La Matinale (7h-9h) avec Boris Ehrgott (Direct 8)
- 2005 : Les Flash Info avec Boris Ehrgott (Direct 8)
- 2005-2008 : 88 Minutes avec Boris Ehrgott (Direct 8)
- 2009 : Mode ... d'emploi (Direct 8)
- 2010 : 24h People avec Allan Van Darc (Direct 8)
- 2011 : 24h Buzz avec Laurent Artufel (Direct 8)
- 2011 : Mon bien-être avec Jean-Michel Cohen (Direct 8)
- 2012 : Claude François, le roi du show (Direct 8)
- 2012 : La folie Cloclo (Direct 8)
- 2012 : La folie Dalida (Direct 8)
- 2012 : Les Maîtres de la magie avec Kamel le Magicien (Direct 8)
- 2013 : Grammy Awards avec Sinclair (D17) : commentaires
- 2013 : Brit Awards avec Sinclair (D17) - commentaires
- 2015 : Adam recherche Ève (D8)
- 2016 : L'amour food (C8)
- 2016 - 2018 : Le Grand Bêtisier de C8 avec Justine Fraioli (C8)
- 2016 : Les sept péchés capitaux avec Julien Courbet (C8)
- 2017 : RFM Music Show 2017 avec Justine Fraioli (C8)
- 2017 : Âge Tendre, la croisière des idoles avec Justine Fraioli (C8)
- 2019 et 2021: La Scoumoune, avec Cyril Hanouna (C8)
- 2019 : C'est que de la télé (C8) : remplaçante de Valérie Bénaïm
- 2021 : Ensemble on bricole (C8)
- 2021 : Psychodon à l'Olympia avec Didier Meillerand (C8)
- 2022 : Un tour du monde en France (C8)
- 2023 : Les 10 campings les plus incroyables de France (C8)

##### Chroniqueuse
- 2012-2016 : Le Grand 8 présenté par Laurence Ferrari (D8)
- 2015-2020: Touche pas à mon poste ! (D8 puis C8)
- 2015 : 2015 au poste !, animé par Valérie Bénaïm (D8)
- 2016-2017 : Il en pense quoi Camille ? animé par Camille Combal, Matthieu Delormeau et Stéphanie Loire (C8)
- 2017 : Le Prime à Capu, animé par Capucine Anav (C8)
- 2017 : La télé même l'été et La télé même l'été ! Le jeu, animées par Julien Courbet (C8)
- 2017 à 28/02/2025 William à midi ! présenté par William Leymergie (C8)
- 2017-2020 : C'est que de la télé ! présentée par Julien Courbet puis Valérie Bénaïm (C8)
- 2018 : TPMP refait la semaine ! présenté par Jean-Luc Lemoine (C8)
- 2018 : TPMP fait son bêtisier ! présenté par Benjamin Castaldi (C8)

- 2019 : La vérité si je mange ! présenté par Valérie Bénaïm e Jean-Michel Cohen (C8)
- 2020 : TPMP ! Le jeu de l'amour présenté par Cyril Hanouna et Matthieu Delormeau (C8)
- 2020 : C que du kif présenté par Cyril Hanouna (C8)
- 2020 : Tpmp ! ouvert à tous présenté par Benjamin Castaldi (C8)

- 2022 : TPMP people présenté par Matthieu Delormeau (C8)

##### Participations
Outre son soutien régulier aux associations Princesse Margot et Juste Humain, elle n'hésite pas à s'engager également pour d'autres associations à la télévision comme dans  Fort Boyard en 2016 pour la Ligue contre l'obésité dans l'équipe de Laurent Ournac puis en 2017 pour les Petits Princes dans l'équipe de Guillaume Pley et de Loup-Denis Elion. En 2019, elle revient à l'occasion des 30 ans de l'émission pour l'association Enfance et Cancer aux côtés de Romain Grosjean et Thomas Isle.
Auparavant elle a déjà candidate dans des jeux télévisés comme le 18 septembre 2014 au Maillon Faible spécial animatrices de D8 aux côtés de Valérie Bénaïm, Audrey Pulvar, Laurence Ferrari, Sandrine Arcizet, Enora Malagré, Justine Fraioli, Isabelle Morini-Bosc et Émilie Albertini pour l'association Vaincre la mucoviscidose puis le 20 décembre 2016 avec son compagnon Boris Ehrgott au jeu Money Drop sur TF1 présentée par Laurence Boccolini pour la même cause.
Le 11 décembre 2015, lors des Z'Awards de la télé présenté par Arthur sur TF1 elle a été récompensée du « Prix du lapsus de l'année » (qu'elle a formulé dans l'émission Le Grand 8). Entre 2016 et 2018, elle a participé à plusieurs reprises à l'émission de divertissement Vendredi tout est permis avec Arthur sur TF1.
Le 6 août 2018, elle est candidate aux côtés de Justine Fraioli dans le jeu Couple ou pas couple ? présenté par Jean-Luc Lemoine sur C8.
Le 4 mai 2019, elle invitée dans le tout dernier numéro du Plus Grand Cabaret du monde présenté par Patrick Sébastien sur France 2.
Le 2 octobre 2024, elle est invitée dans l'émission Ça commence aujourd'hui présentée par Faustine Bollaert sur France 2.

## Publications
- (Préface de William Leymergie) Un tour du monde en France - En plus de 30 destinations surprenantes !, Hugo Image, 2021.

## Vie privée
Caroline Ithurbide a rencontré le présentateur Boris Ehrgott dans l'émission 88 minutes, sur Direct 8 en 2005, avec lequel elle a eu deux enfants, Gaspard Ruben (né en 2008) et Ambre Lilah (née en 2011). Désormais séparée du père de ses enfants, elle est, depuis 2020, en couple avec le comédien Polo Anid. Le 10 juin 2022, et pour la première fois, elle se marie avec lui à Paris à la mairie du XVIe.